# Sky News Arabia
A Sky News Arabia (arab nyelven: سكاي نيوز عربية Skāy Niyūz'Arabīyah) egy arab hírcsatorna, mely a Közel-Keleten és Észak-Afrikában sugároz. A csatorna 2012. május 6-án indult. Tulajdonosa az Egyesült Királyságban székelő brit Sky plc és az Abu Dhabi Media Investmen Corporation (ADMIC), melynek tulajdonosa Mansour bin Zayed Al Nahyan, az Abu Dhabi Emirátus uralkodó család tagja.
A csatorna Abu Dhabi twofour54-es média zónájában található irodáival együtt, de a székhelyek Londonban és Washingtonban vannak.

## Története
A BSkyB és Sheikh Mansour bin Zayed Al Nahyan 2010. november 29-én megállapodtak, hogy elindítják az 50-50% tulajdonban lévő arab nyelvű hírcsatornát. A csatorna élére Adrian Wells került, aki a Sky News nemzetközi híreinek vezetője, hogy az arab változat elindításában segédkezzen.
2011 februárjában Nart Bouran lett a hírcsatorna első vezetője. Bouran korábban a Reuters hírügynökségnél dolgozott. A csatornához 2011 júniusában csatlakozott Yasser Thabet, az Al Arabiya korábbi programigazgatója. A csatorna pénzügyi igazgatója Nicholas Love lett.
Al-Waleed bin Talal, a BSkyB 39,1% -os részesedéssel rendelkező 21st Century Fox részvényese, 2011 szeptemberében bejelentette, hogy újabb arab hírcsatornát indít el, az Alarab News Channel néven, azonban a csatorna az indulás napján már meg is szűnt.

## Elérhetősége
A csatorna több mint 50 millió háztartásban érhető el a műholdas és kábelszolgáltatók jóvoltából, valamint az interneten élő live-stream sugárzás által. A csatornát a Nilesat 201, Arabsat, Hot Bird és Astra műholdak továbbítják.
Az Egyesült Államokban, Kanadában, Dél-Amerikában, Ausztráliában és Új-Zélandon a myTV platformján érhető el a csatorna. Az Egyesült Királyságban és Írországban a 758-as programhelyen látható a Sky digitális platformján keresztül.

## Külső hivatkozások
- Nézd élőben[11]